# Danny L Harle
Pour les articles homonymes, voir Harle.
Danny L Harle, nom de scène de Daniel Jack Eisner Harle, né le 25 septembre 1989, est un producteur et compositeur de musique britannique. Membre fondateur du label et collectif londonien PC Music aux côtés d'A. G. Cook, il a produit, composé, écrit et mixé pour de nombreux artistes, dont Caroline Polachek, Dua Lipa et Charli XCX. Il a notamment produit les albums Pang (2019) et Desire, I Want to Turn Into You (2023) de Polachek. Harle sort en 2021 son premier album, Harlecore, sur le label Mad Decent.

## Jeunesse
Fils du saxophoniste John Harle (en), Danny L Harle joue du violoncelle dans son enfance, mais ne développe pas de réel intérêt pour la musique avant l'âge de 12 ans, lorsqu'il se met à la guitare basse après avoir découvert les groupes Slipknot et Madness. Entre les cours, il s'essaye à la MAO sur le logiciel Logic Express. Harle est scolarisé à l'école privée King Alfred de Hampstead. Il rejoint le groupe de jazz junior de la Royal Academy of Music. 
Harle étudie la musique classique au Goldsmiths College. En 2010, influencé par la musique scandinave skweee, Harle commence à produire de la musique électronique d'esthétique camp. Son projet de fin d'études consiste en un morceau de musique de chambre combinant des instruments de musique traditionnels avec des consoles de jeux vidéo jouant à The Legend of Zelda: Ocarina of Time et Street Fighter II: The World Warrior.

## Carrière musicale

### 2013 – 2014: Débuts avec PC Music
Pendant ses études au Goldsmiths College, Harle renoue avec son ancien camarade de classe, A. G. Cook. Les deux se lient d'amitié, et créent le projet musical Dux Content. Sans chanteur, le projet consiste en expériences musicales à base de mesures composées et de changements de tempo. L'une de leurs premières œuvres est un recueil de compositions pour Disklavier, publié sous le nom de Dux Consort.
La collaboration de Harle avec Cook l'amène à se tourner vers la pop. Il produit en 2013 le single Broken Flowers, sorti sur le nouveau label de Cook, PC Music. Ce titre adopte les codes de la dance des années 1990. Harle le décrit comme « complètement frivole », expliquant qu'il « essayait de faire la chanson la plus conventionnelle possible ». Le titre utilise des arpèges issues de la trance, une ligne de basse d'orgue et des parties de synthétiseur similaires à ce que les compositeurs de jeux vidéo Koji Kondo et Nobuo Uematsu ont pu produire,,. 
 
En 2014, Harle travaille sur le design sonore de l'album de son père The Tyburn Tree, en collaboration avec le chanteur Marc Almond. En octobre 2014, Harle sort son deuxième single In My Dreams avec le chanteur Raffy. 

### 2013 – 2018: premiers EPs:Broken Flowerset1UL
Fin 2015, Broken Flowers est réédité comme single à partir d'un EP éponyme. Le single fait son entrée sur la « A List » des playlists radio de BBC Radio 1 début 2016, marquant un tournant dans la carrière de l'artiste. Le 6 mai 2016, Harle sort le single Ashes of Love chez PC Music, avec la participation de Caroline Polachek. Harle enchaine avec la sortie du single Super Natural avec la participation de Carly Rae Jepsen. Le 19 août 2016 sort le clip associé, dans lequel apparaissent Harle et Jepsen, réalisé par le duo Bradley & Pablo (en). Harle continue de travailler avec d'autres artistes, et s'associe au rappeur et chanteur australien Tkay Maidza sur le single Bom Bom. En février 2018 sort le single Blue Angel, en collaboration avec la chanteuse américaine Clairo.

### Depuis 2019:Pang,HarlecoreetDesire, I Want to Turn Into You
Harle consacre son temps à produire, composer et remixer pour de nombreux artistes tels que Nile Rodgers & Chic, Betta Lemme et Tommy Cash. Harle sort en septembre le single Part of Me, en collaboration avec Hannah Diamond.
Harle produit en 2019 l'album Pang de Caroline Polachek, coproduisant et coécrivant plusieurs des morceaux de l'album. Il coproduit et coécrit en 2023 la plus grande partie des titres de l'album Desire, I Want to Turn Into You de Polachek. Harle reçoit une nomination aux Grammy Awards dans la catégorie Meilleure ingénierie d'album, hors classique (en) pour son travail sur cet album.
En 2021, Harle annonce son premier album, Harlecore, aux influences rave, qui sort le 26 février sur le label Mad Decent. Dans cet album, Harle interprète les personnages de quatre DJ différents, chacun avec son propre style inspiré de la rave.
Harle coproduit avec Kevin Parker la chanson Houdini de Dua Lipa, sortie en novembre 2023. Ce titre est le premier single du troisième album de Lipa, Radical Optimism. La composition de Harle est saluée pour son « dynamisme et son étincelle folle ».
Le 16 décembre 2023, la BBC annonce qu'Olly Alexander représenterait le Royaume-Uni au Concours Eurovision de la chanson 2024 avec une chanson coécrite par Harle. Harle produit ensuite le premier album d'Alexander, Polari, sorti le 7 février 2025.

## Discographie

### Singles
- 2013 : Broken Flowers
- 2014 : In My Dreams
- 2015 : Forever
- 2016 : Ashes of Love (feat. Caroline Polachek)
- 2016 : Super Natural (feat. Carly Rae Jepsen)
- 2017 : Me4U (feat. Morrie)
- 2017 : 1UL
- 2018 : Blue Angel (feat. Clairo)
- 2020 : Dreaming (avec Lil Texas)
- 2021 : Boing Beat
- 2021 : On a Mountain
- 2021 : Ocean's Theme
- 2021 : Interlocked

### Collaborations
- 2021 : Oklou - galore (french version) (feat. Pomme & Danny L Harle)
- 2024 : Shygirl - encore (feat. Danny L Harle)